# 傅希說
傅希說（1432年—？），字商佐，山東東昌府高唐州武城縣人，明朝政治人物。進士出身。

## 生平
山東鄉試第七名。成化二年（1466年）丙戌科會試第三百名，殿試登進士第三甲第九名。歷官河南按察司副使，升廣西按察使。

## 家族
曾祖父傅景祥。祖父傅石岡。父亲傅春。